# La Bastide-de-Bousignac
La Bastide-de-Bousignac är en kommun i departementet Ariège i regionen Occitanien i södra Frankrike. Kommunen ligger  i kantonen Mirepoix som ligger i arrondissementet Pamiers. År 2022 hade La Bastide-de-Bousignac 336 invånare.

## Befolkningsutveckling
Antalet invånare i kommunen La Bastide-de-Bousignac
Referens: INSEE